# Johann Friedrich Hertzog
Johann Friedrich Hertzog (* 6. Juni 1647 in Dresden; † 21. März 1699 in Dresden) war ein deutscher Jurist und Dichter. 

## Leben
Hertzog besuchte die Fürstenschule in Meißen, studierte seit 1666 an der Universität Wittenberg, war dann einige Jahre Hauslehrer tätig und kehrte 1674 wieder nach Dresden zurück, wo er als Anwalt bis zu seinem Lebensende sein Auskommen fand. 
Hertzog ist Verfasser des einst verbreiten Abendliedes „Nun sich der Tag geendet hat und keine Sonn mehr scheinet“, das sich einst in den evangelischen Gemeindegesangbüchern fand. Er hatte es 1670 in Wittenberg als Parodie eines weltlichen Liedes mit gleichem Anfang, des Kammer- und Hofmusikers Adam Krieger, gedichtet.